# Oruza rufiplaga
Oruza rufiplaga är en fjärilsart som beskrevs av Bethune-Baker 1906. Oruza rufiplaga ingår i släktet Oruza och familjen nattflyn. Inga underarter finns listade i Catalogue of Life.